# Tauraco porphyreolophus
Tauraco porphyreolophus е вид птица от семейство Туракови (Musophagidae).

## Разпространение
Видът е разпространен в Бурунди, Замбия, Зимбабве, Кения, Малави, Мозамбик, Руанда, Свазиленд, Танзания, Уганда и Южна Африка.